# Longichneumon nitidus
Longichneumon nitidus là một loài tò vò trong họ Ichneumonidae.